# Juan Huguet y Cardona
Juan Huguet y Cardona, in catalano Joan Huguet i Cardona (Alayor, 28 gennaio 1913 – Ferrerías, 23 luglio 1936), è stato un presbitero cattolico spagnolo, martirizzato a Ferrerías durante la Guerra civile spagnola e venerato come beato dalla Chiesa cattolica.

## Biografia
Figlio primogenito di Francisco Huguet ed Eulalia Cardona, Juan Huguet y Cardona nacque ad Alayor, sull'isola spagnola di Minorca, il 28 gennaio 1913. Dopo brillanti studi, entrò in seminario a Barcellona, città in cui fu ordinato sacerdote dal vescovo Manuel Irurita il 6 giugno 1936.
Assegnato alla parrocchia di Ferrerías, sull'isola natale, si trovò ad affrontare giovanissimo la tragedia della guerra civile spagnola. Giovedì 23 luglio 1936, verso sera, fu arrestato, in quanto sacerdote, dal brigadiere Pedro Marqués, comandante del governo militare repubblicano dell'isola, e trasportato alla casa municipale, dov'erano altri detenuti. 
Quando fece togliere ai sacerdoti la sottana, Marqués notò che Cardona portava un crocifisso o altro oggetto di devozione. Glielo strappò, imponendogli di sputarci sopra, in cambio della vita. Cardona rifiutò e acclamò Cristo Re, cosicché il militare gli sparò due colpi di pistola. Un medico tentò inutilmente di salvarlo e, poco prima della morte, gli fu impartita l'estrema unzione.
Il 10 maggio 2012, il Papa Benedetto XVI ha autorizzato la Congregazione delle Cause dei Santi a promulgare il decreto riguardante il suo martirio. Papa Francesco lo ha proclamato beato il 13 ottobre 2013.